# Vepsze nemzetiségi körzet
Vepsze Autonóm Vidéki körzet (orosz nyelven: Ве́псская национа́льная во́лость, Vepszskaja nacionalnaja voloszty; vepsze nyelven:|Vepsän rahvahaline volost’) oroszországi vidéki közigazgatási körzet volt a főként vepszék által lakott Onyegamelléki járás északi részén Karéliában, Oroszország északnyugati részén. A körzetet 1994. január 20-án hozták létre, majd 2004-ben megszüntették. Területi központja  Sjoltozero volt. A körzet népessége 2002-ben 3166 fő volt, amelyből 1202 fő vepsze nemzetiségű volt. A terület az 1930-as évektől az 1950-es évekig létezett Sjoltozerói kerülettel azonos határokon belül fekszik.
A körzet három vidéki településre oszlik: (Sjoltozero, Soksa és Ribreka), melyekhez tizenhárom község tartozik.

## Fordítás
- Ez a szócikk részben vagy egészben  a   Veps National Volost című angol Wikipédia-szócikk ezen változatának fordításán alapul.  Az eredeti cikk szerkesztőit annak laptörténete sorolja fel. Ez a jelzés csupán a megfogalmazás eredetét és a szerzői jogokat jelzi, nem szolgál a cikkben szereplő információk forrásmegjelöléseként.